# Andrena oralis
Andrena oralis är en biart som beskrevs av Morawitz 1876. Andrena oralis ingår i släktet sandbin, och familjen grävbin. Inga underarter finns listade i Catalogue of Life.